# 주기 (주기율표)
주기율표에서 표의 가로줄을 주기(period, 週期)라고 한다.
```
1s 
2s           2p  
3s           3p  
4s        3d 4p  
5s        4d 5p  
6s     4f 5d 6p  
7s     5f 6d 7p  
8s  5g 6f 7d 8p  
...  
```

이때 가장 바깥 껍질의 전자의 수가 원소의 화학적 성질을 결정한다.
같은 족에서 세로로 인접한 원소끼리는 그 질량은 다르지만 그 물리/화학적 성질은 비슷하다. 그러나 같은 주기에 가로로 인접한 원소끼리는 질량은 비슷하지만 그 성질은 다르다.
- 1주기 원소
- 2주기 원소
- 3주기 원소
- 4주기 원소
- 5주기 원소
- 6주기 원소
- 7주기 원소
- 8주기 원소

## 같이 보기
- 족 (주기율표)